# Lemurorchis
Lemurorchis é um género botânico pertencente à família das orquídeas (Orchidaceae).